# شوبیز (آلبوم)
شوبیز (به انگلیسی: Showbiz) اولین آلبوم از گروه آلترنتیو راک بریتانیایی میوز است که در ۴ اکتبر ۱۹۹۹ در بریتانیا منتشر شد.